# Boboševo
Boboševo (in bulgaro Бобошево?) è un comune bulgaro situato nel distretto di Kjustendil di 956 abitanti (dati 2024). La sede comunale è nella località omonima.

## Località
Il comune è formato dall'insieme delle seguenti località:
- Boboševo
- Badino
- Blažievo
- Visoka Mogila
- Vukovo
- Dobrovo
- Kamenik
- Skrino
- Slatino
- Sopovo
- Usojka
- Ciklovo